# Bhadaur
Bhadaur är en ort i Indien.   Den ligger i distriktet Barnala och delstaten Punjab, i den norra delen av landet, 270 km nordväst om huvudstaden New Delhi. Bhadaur ligger 230 meter över havet och antalet invånare är 17 532.
Terrängen runt Bhadaur är mycket platt. Runt Bhadaur är det tätbefolkat, med 397 invånare per kvadratkilometer. Det finns inga andra samhällen i närheten. Trakten runt Bhadaur består till största delen av jordbruksmark.